# Xenostegia
Xenostegia ist eine Pflanzengattung in der Familie der Windengewächse (Convolvulaceae). Die nur fünf Arten sind in der Paläotropis verbreitet.

## Beschreibung

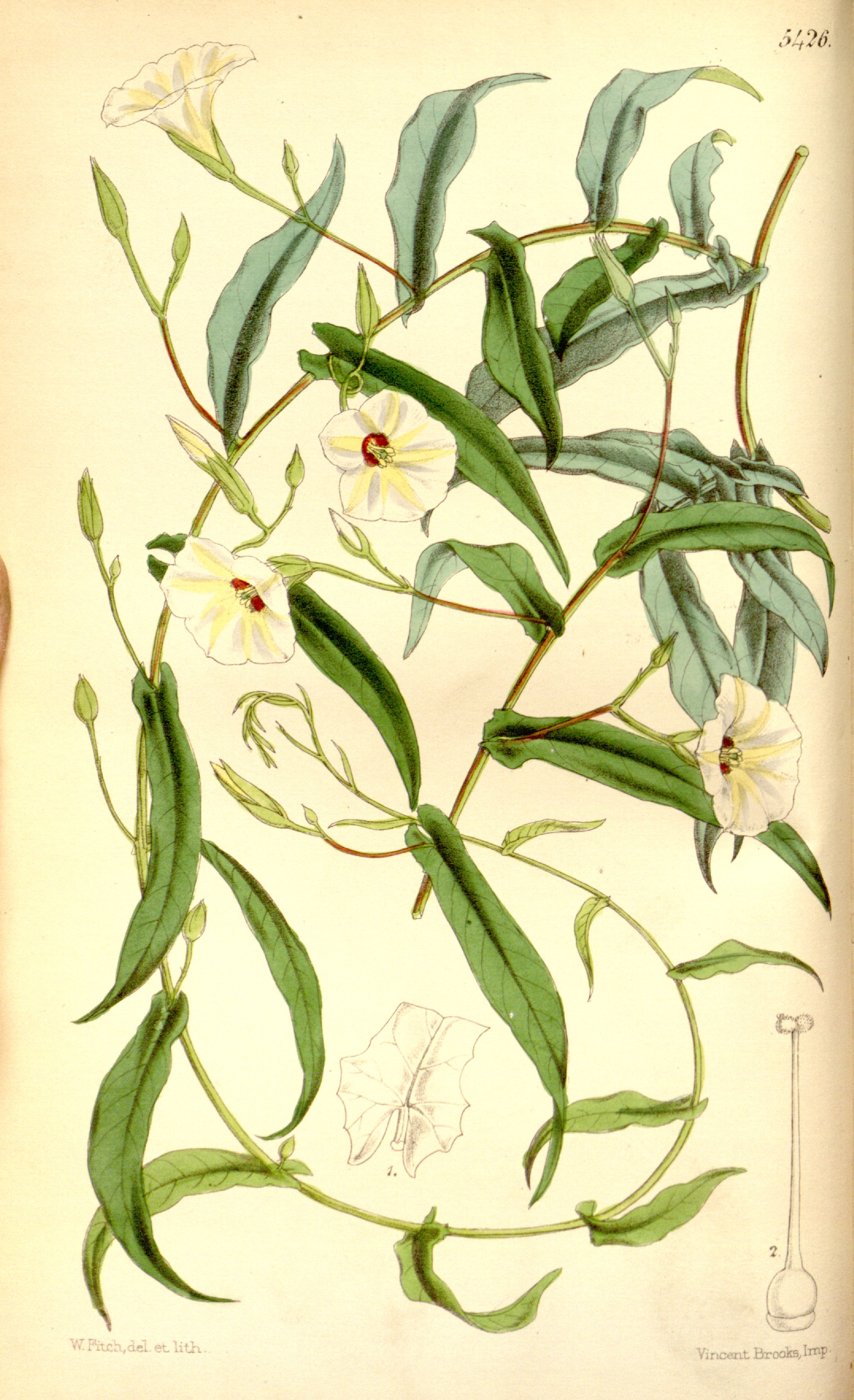
Illustration aus Botanical Magazine Volume 90, 1864 von Xenostegia tridentata

### Vegetative Merkmale
Xenostegia-Arten sind ausdauernde, krautige Pflanzen, die niederliegend oder an den Spitzen mehr oder weniger windend wachsen.
Die wechselständig angeordneten Laubblätter sind in Blattstiel und Blattspreite gegliedert. Die einfachen Blattspreiten sind linealisch, langgestreckt-linealisch, lanzettlich-linealisch oder verkehrt-lanzettlich bis spatelförmig. Die Spreitenbasis ist mehr oder weniger speerförmig, die so entstehenden Lappen umfassen die Stängel leicht. Der Blattrand ist gezähnt oder ganzrandig, die Spitze ist spitz, gebuchtet oder mit drei Zähnen versehen.

### Generative Merkmale
Die seitenständischen Blütenstände sind Zymen aus ein bis drei Blüten.
Die zwittrigen Blüten sind radiärsymmetrisch und fünfzählig mit doppelter Blütenhülle. Die fünf Kelchblätter sind langgestreckt oder langgestreckt-eiförmig, mehr oder weniger gleichgestaltig oder ungleich gestaltet, spitz oder stumpf. Die inneren drei Kelchblätter sind etwas schmaler und verjüngen sich an der Spitze in schmale Punkte. Alle Kelchblätter vergrößern sich bis zur Fruchtreife. Die Krone ist breit trichter- oder glockenförmig, blassgelb oder weißlich, oftmals mit einem purpurfarbenen Zentrum versehen. Die Staubbeutel sind nach dem Aufspringen nicht verdreht, die Pollenkörner sind kugelförmig, pantoporate und nicht stachelig. Der Stempel steht nicht über die Krone hinaus, der Fruchtknoten ist zweikammerig und bildet vier Samenanlagen. Der fadenförmige Griffel endet in einer zweikugelförmige Narbe.
Die vierklappigen Kapselfrüchte sind unbehaart oder an der Spitze behaart und enthalten ein bis vier Samen. Die bräunlichen bis schwarzen Samen sind eiförmig-dreiseitig.

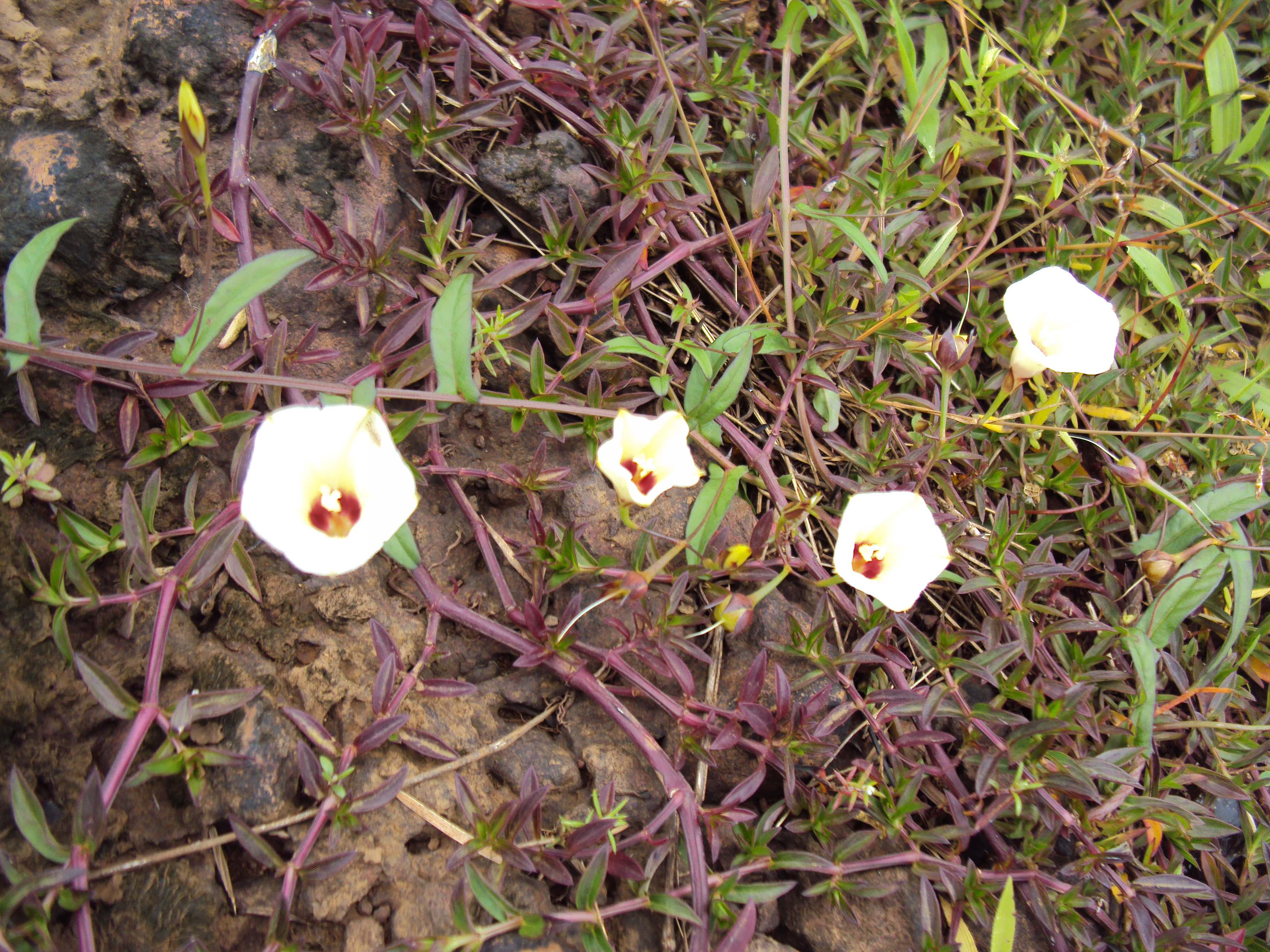
Xenostegia tridentata subsp. hastata

## Systematik und Verbreitung
Die Gattung Xenostegia wurde 1981 durch Daniel Frank Austin und George Staples aufgestellt. Typusart ist Xenostegia tridentata (L.) D.F.Austin & Staples.
Innerhalb der Familie Convolvulaceae wird die Gattung Xenostegia nach molekularbiologischen Erkenntnissen in die vorläufig aufgestellte Tribus Merremieae eingeordnet.
Die Gattung Xenostegia ist in den tropischen und subtropischen Gebieten Asiens, Afrikas und Australiens verbreitet.
Die Gattung Xenostegia umfasst nur fünf Arten:
- Xenostegia alatipes (Dammer) A.R.Simões & Staples (Syn.: Xenostegia tridentata subsp. alatipes (Dammer) Lejoly & Lisowski): Sie kommt von Kenia bis ins südliche tropische Afrika vor.[1]
- Xenostegia medium (L.) D.F.Austin & Staples: Das Verbreitungsgebiet reicht von Tansania bis Mosambik, Madagaskar und die Komoren.[1]
- Xenostegia pinnata (Hochst. ex Choisy) A.R.Simões & Staples: Sie kommt im tropischen und im südlichen Afrika vor.[1]
- Xenostegia sapinii (De Wild.) A.R.Simões & Staples: Sie kommt in Congo und in der Demokratischen Republik Kongo vor.[1]
- Xenostegia tridentata (L.) D.F.Austin & Staples: Die drei Unterarten sind in den Tropen und Subtropen der Alten Welt verbreitet.[1]:
  - Xenostegia tridentata subsp. angustifolia (Jacq.) Lejoly & Lisowski: Sie kommt im tropischen und im südlichen Afrika vor.[1]
  - Xenostegia tridentata subsp. hastata (Ooststr.) Parmar: Sie kommt von China bis ins tropische Asien und auf Palau vor.[1]
  - Xenostegia tridentata subsp. tridentata: Sie kommt vom nordöstlichen tropischen Afrika bis zur Arabischen Halbinsel, in Angola, Madagaskar und auf den Komoren und vom tropischen und subtropischen Asien bis zu den Karolinen vor.[1]